# Parapsaenythia
Parapsaenythia is een geslacht van vliesvleugelige insecten uit de familie Andrenidae

## Soorten
- P. inornata Moure, 1998
- P. paspali (Schrottky, 1909)
- P. puncticutis Vachal, 1909
- P. serripes (Ducke, 1908)